# معاون امور سیاسی وزیر امور خارجه ایالات متحده آمریکا
معاون امور سیاسی وزیر امور خارجه ایالات متحده آمریکا چهارمین مقام بلندپایه در وزارت امور خارجه ایالات متحده آمریکا، پس از وزیر امور خارجه ایالات متحده آمریکا و دو قائم مقام وزیر امور خارجه ایالات متحده آمریکا است. با این که مناصب وزیر و قائم‌مقام وزیر را منصوبین سیاسی بر عهده می‌گیرند، منصب معاون امور سیاسی وزیر را معمولاً (ولی نه همیشه) یک مأمور سرویس خارجی بر عهده می‌گیرد، که دارندهٔ آن را بلندپایه‌ترین عضو سرویس خارجی می‌کند. معاون سیاسی کنونی  لیزا دی کنا است که این مقام را در ۲۰ ژانویه ۲۰۲۵ بر عهده گرفت.

## فهرست معاونین سیاسی وزیر امور خارجه
| Image | نام                     | ایالت سکونت      | تاریخ انتصاب    | شروع مسئولیت    | ختم مسئولیت    |
| ----- | ----------------------- | ---------------- | --------------- | --------------- | -------------- |
| —     | رابرت دی. مرفی          | ویسکانسین        | ۱۲ اوت ۱۹۵۹     | ۱۴ اوت ۱۹۵۹     | ۳ دسامبر ۱۹۵۹  |
|       | لیوینگستن مرچنت         | واشینگتن، دی.سی. | ۱ دسامبر ۱۹۵۹   | ۴ دسامبر ۱۹۵۹   | ۳۱ ژانویه ۱۹۶۱ |
|       | George C. McGhee        | تگزاس            | ۲۹ نوامبر ۱۹۶۱  | ۴ دسامبر ۱۹۶۱   | ۲۷ مارس ۱۹۶۳   |
|       | آورل هریمن              | ایالت نیویورک    | ۴ آوریل ۱۹۶۳    | ۴ آوریل ۱۹۶۳    | ۱۷ مارس ۱۹۶۵   |
|       | Eugene V. Rostow        | کنتیکت           | ۱۳ اکتبر ۱۹۶۶   | ۱۴ اکتبر ۱۹۶۶   | ۲۰ ژانویه ۱۹۶۹ |
| —     | U. Alexis Johnson       | کالیفرنیا        | ۷ فوریه ۱۹۶۹    | ۷ فوریه ۱۹۶۹    | ۱ فوریه ۱۹۷۳   |
|       | William J. Porter       | ماساچوست         | ۲ فوریه ۱۹۷۳    | ۲ فوریه ۱۹۷۳    | ۱۸ فوریه ۱۹۷۴  |
| —     | Joseph John Sisco       | مریلند           | ۱۱ فوریه ۱۹۷۴   | ۱۹ فوریه ۱۹۷۴   | ۳۰ ژوئن ۱۹۷۶   |
|       | Philip C. Habib         | کالیفرنیا        | ۱۶ ژوئن ۱۹۷۶    | ۱ ژوئیه ۱۹۷۶    | ۱ آوریل ۱۹۷۸   |
| —     | David D. Newsom         | کالیفرنیا        | ۱۳ آوریل ۱۹۷۸   | ۱۹ آوریل ۱۹۷۸   | ۲۷ فوریه ۱۹۸۱  |
|       | Walter J. Stoessel, Jr. | کالیفرنیا        | ۲۷ فوریه ۱۹۸۱   | ۲۸ فوریه ۱۹۸۱   | ۲۶ ژانویه ۱۹۸۲ |
|       | Lawrence S. Eagleburger | فلوریدا          | ۱۱ فوریه ۱۹۸۲   | ۱۲ فوریه ۱۹۸۲   | ۱ مه ۱۹۸۴      |
| —     | Michael Hayden Armacost | مریلند           | ۱۷ مه ۱۹۸۴      | ۱۸ مه ۱۹۸۴      | ۲ مارس ۱۹۸۹    |
|       | Robert Michael Kimmitt  | ویرجینیا         | ۲ مارس ۱۹۸۹     | ۲ مارس ۱۹۸۹     | ۲۳ اوت ۱۹۹۱    |
| —     | Arnold Lee Kanter       | ویرجینیا         | ۴ اکتبر ۱۹۹۱    | ۴ اکتبر ۱۹۹۱    | ۲۰ ژانویه ۱۹۹۳ |
|       | پیتر تارنف              | ایالت نیویورک    | ۱۱ مارس ۱۹۹۳    | ۱۱ مارس ۱۹۹۳    | ۱۸ آوریل ۱۹۹۷  |
|       | تامس آر. پیکرینگ        | نیوجرسی          | ۲۷ مه ۱۹۹۷      | ۲۷ مه ۱۹۹۷      | ۳۱ دسامبر ۲۰۰۰ |
|       | مارک آیزایا گروسمن      | ویرجینیا         | ۲۳ مارس ۲۰۰۱    | ۲۶ مارس ۲۰۰۱    | ۲۰۰۵           |
|       | آر. نیکلاس برنز         | ماساچوست         | ۱۸ مارس ۲۰۰۵    | ۱۸ مارس ۲۰۰۵    | ۲۹ فوریه ۲۰۰۸  |
|       | ویلیام برنز             | مریلند           | ۲۹ فوریه ۲۰۰۸   | ۱۳ مه ۲۰۰۸      | ۲۸ ژوئیه ۲۰۱۱  |
|       | وندی شرمن               | مریلند           | ۲۱ سپتامبر ۲۰۱۱ | ۲۱ سپتامبر ۲۰۱۱ | ۲ اکتبر ۲۰۱۵   |
|       | توماس شانون             | ویرجینیا         | ۱۲ فوریه ۲۰۱۶   | ۱۲ فوریه ۲۰۱۶   | ۴ ژوئن ۲۰۱۸    |